# Социалистическа хералдика
Социалистическа или комунистическа хералдика е израз, който се отнася до своеобразен стил, който е бил използван, за да се изработят символите на комунистическите страни.
След основаването си, Съветският съюз има нужда от символи – хералдика, знамена и печати – но не иска да използва традиционни хералдически символи, възприемани като имащи корени във феодалните и реакционни конотации. Затова се взима решение да се използва стила, който набляга на символите на комунистическия идеал за проспериращо общество, подкрепено от работниците. По пример на СССР и други комунистически страни използват подобни емблеми
Основните елементи, присъстващи в почти всеки социалистически герб, са: сърп и чук, червена звезда, венец от различни култури (най-често пшеница), обвит в червена лента или лента с цветовете на знамето, като често по нея има мото или дата. Други присъстващи елементи в такъв герб са зъбни колела, изгряващо слънце, пейзажи, електрически стълбове или планетата Земя.

## Гербове

### Исторически гербове

#### СССР
- СССР
(1923–1936)
- СССР
(1936–1946)
- СССР
(1946–1956)
- СССР
(1956–1991)

- Абхазка АССР
(1921–1931)
- Арменска ССР
(1922)
- Арменска ССР
(1937–1991)
- Азербайджанска ССР
(1931–1937)
- Азербайджанска ССР
(1937–1991)
- Бухарска народна съветска република
(1920–1925)
- Белоруска ССР
(1919)
- Белоруска ССР
(1927)
- Белоруска ССР
(1937–1938)
- Белоруска ССР
(1938–1949)
- Белоруска ССР
(1949–1958)
- Белоруска ССР
(1958–1991)
- Естонска ССР
(1940–1990)
- Грузинска ССР
(1921–1922)
- Грузинска ССР
(1936–1991)
- Карело-финска ССР
(1940–1956)
- Казахска ССР
(1936–1991)
- Киргизка ССР
(1936–1937)
- Киргизка ССР
(1936–1991)
- Латвийска ССР
(1918–1920)
- Латвийска ССР
(1940–1990)
- Литовска ССР
(1940–1990)
- Молдовска ССР
(1940–1991)
- Руска СФСР
(1918–1920)
- Руска СФСР
(1920–1954)
- Руска СФСР
(1954–1978)
- Руска СФСР
(1978–1992)
- Таджикска ССР
(1936)
- Таджикска ССР
(1936–1991)
- Закавказка СФСР
(1922–1923)
- Закавказка СФСР
(1923–1924)
- Закавказка СФСР
(1924–1930)
- Закавказка СФСР
(1930–1936)
- Туркменска ССР
(1924–1937)
- Туркменска ССР
(1937–1991)
- Тувинска народна република
(1926–1930)
- Тувинска народна република
(1930)
- Тувинска народна република
(1930–1933)
- Тувинска народна република
(1935-1939)
- Украинска ССР
(1926–1937)
- Украинска ССР
(1937–1949)
- Украинска ССР
(1949–1991)
- Узбекска ССР
(1925–1937)
- Узбекска ССР
(1937–1947)
- Узбекска ССР
(1947)
- Узбекска ССР
(1947–1992)

#### Африка
- Народна република Бенин
(1975–1990)
- Буркина Фасо
(1984–1991)
- Кабо Верде
(1975–1992)
- Народна република Конго
(1970–1992)
- Дерг
(1975–1987)
- Демократична република Етиопия
(1987–1991)
- Демократична република Мадагаскар
(1975–1992)

#### Азия
- Лаос
(1975 – 1991)
- Монголска народна република
(1960 – 1991)
- Демократична Кампучия
(1975 – 1979)
- Народна република Кампучия
(1979 – 1989)
- Държава Камбоджа
(1989 – 1991)
- Ирак
(1959 – 1965)
- Китайска съветска република
(1931 – 1937)
- Лаос
(1975 – 1991)
- Република Махабад
1946
- Далекоизточна република
(1920 – 1922)

#### Европа
- Албания
(1946 – 1991)
- България
(1948 – 1968)
- България
(1968 – 1971)
- България
(1971 – 1990)
- Чехословашка социалистическа република
(1961 – 1989)
- Източна Германия
(1955 – 1990)
- Унгарска народна република
(1949 – 1956)
- Унгарска народна република
(1957 – 1990)
- Народна република Румъния
(1948)
- Социалистическа република Румъния
(1965 – 1989)
- Русия
(1992 – 1993)

#### Югославия
- СФР Югославия
(1943 – 1946)
- СФР Югославия
(1946 – 1963)
- СФР Югославия
(1963 – 1992)

- Социалистическа република Босна и Херцеговина
(1963 – 1992)
- Социалистическа република Хърватия
(1963 – 1991)
- Социалистическа република Македония
(1963 – 1991)
- Социалистическа република Черна гора
(1963 – 1992)
- Социалистическа република Сърбия
(1963 – 1992)
- Социалистическа република Словения
(1963 – 1991)

#### Други
- Варшавски договор
(1955 – 1991)

### Гербове на настоящи комунистически страни
- Северна Корея
- Виетнам
- Лаос
- Китай

### Гербове на некомунинистически и несоциалистически страни с подобни елементи
- Беларус
- Македония
- Италия
- Узбекистан
- Таджикистан
- Алжир
- Ангола
- Мозамбик
- Гвинея-Бисау

### Други
- Алтайски край
- Брянска област
- Гагаузия
- Луганска народна република
- Мордовия
- Приднестровие